# Luigi Lo Cascio
Luigi Lo Cascio (Palermo, 20 de octubre de 1967) es un actor italiano.

## Biografía
Estudió en la Academia de Arte dramático "Silvio D'Amico" de Roma y participó en distintos montajes teatrales. Su primera aparición en el cine fue en la película de Marco Tullio Giordana I cento passi, cuya interpretación de Peppino Impastato (activista contra la mafia que fue asesinado en 1978) le valió el Premio David de Donatello. Con su siguiente película, Luce dei miei occhi (2001), de Giuseppe Piccioni ganó la Copa Volpi en la Mostra de Venecia. Ha participado en otras películas importantes del cine italiano, como en El mejor día de mi vida (2002) de Cristina Comencini (donde interpreta a un abogado homosexual), Occhi di cristallo (2004) de Eros Puglielli, Buenos días, noche (2003) de Marco Bellocchio, La vita che vorrei (2004) de Giuseppe Piccioni, la película presentada en dos actos La mejor juventud (La meglio gioventù, 2003) de Marco Tullio Giordana y Marina (2013) de Stijn Coninx.

## Premios y distinciones
Festival Internacional de Cine de Venecia
| Año  | Categoría                                              | Película        | Resultado |
| ---- | ------------------------------------------------------ | --------------- | --------- |
| 2001 | Copa Volpi al mejor actor                              | Luz de mis ojos | Ganador   |
| 2001 | Premio Pasinetti-Mejor actor                           | Luz de mis ojos | Ganador   |
| 2012 | Premio Arca CinemaGiovani a la mejor película italiana | La città ideale | Ganador   |